# Kukmirn
Kukmirn est une commune autrichienne du district de Güssing dans le Burgenland.